# Parc départemental de l'île Saint-Germain
Le parc départemental de l'île Saint-Germain est un espace vert de 21,5 hectares situé sur l'île Saint-Germain à Issy-les-Moulineaux dans le département des Hauts-de-Seine. Il est célèbre pour la Tour aux figures, sculpture monumentale de Jean Dubuffet, et comporte plusieurs jardins aux atmosphères différentes.

## Histoire
Le parc naît en 1980 dans des conditions particulières : l'île Saint-Germain était en effet destinée par le SDRIF (schéma directeur de la région Île-de-France) de 1965 à être transformée en une zone portuaire, mais la mobilisation des maires des communes alentour (notamment les maires d'Issy-les-Moulineaux, Boulogne-Billancourt et Meudon) et du département Hauts-de-Seine a empêché ce projet de voir le jour.
Le terrain est donc aménagé en 1980 en parc de douze hectares, nécessitant la démolition de trente-cinq bâtiments, l'apport de 45 000 m3 de terre végétale et un reboisement important (1 500 arbres et 3 500 arbustes).
Depuis 1988 la Tour aux figures de Jean Dubuffet se dresse à la proue de l'île.
Des aménagements supplémentaires, notamment entre 1993 et 1996, voient l'ajout de 8 hectares à la superficie du parc.

## Jardins

### Jardins de lavandes
Le jardin de lavandes est situé au Sud de l'île, et accueille des plantes méditerranéennes ayant une préférence pour les milieux secs (lavande, sauge, sarriette, etc.).

### Jardin des imprévus
Le jardin des imprévus est situé au Sud du jardin des lavandes, au centre de l'île. La végétation n'y est pas contrôlée, c'est-à-dire que les espèces n'y sont pas choisies et poussent librement.

### Jardin clos
Les jardins clos sont des allées ombragées (pouvant rappeler la coursive des monastères).

### Jardin des messicoles
Le jardin des messicoles abrite des plantes accompagnant les moissons, aussi connues sous l'appellation « fleurs des champs »

### Jardin antérieur
Le jardin antérieur est réalisé de manière à rappeler l'histoire de l'île Saint-Germain : au VIe siècle, l'île appartenait à l'abbaye de Saint-Germain-des-Prés ; la tradition voulait alors que les moines cultivent des potagers, et que dans chacun de ces potagers soient plantés des figuiers. Le jardin antérieur du parc est donc aujourd'hui fruitier.

### Jardin des découvertes
Le jardin des découvertes comporte une mare et un potager biologique à vocation pédagogue. Sa forme rappelle celle d'une coquille d'escargot, et des devinettes sont placées le long du parcours.